# Holbein (tkanina)

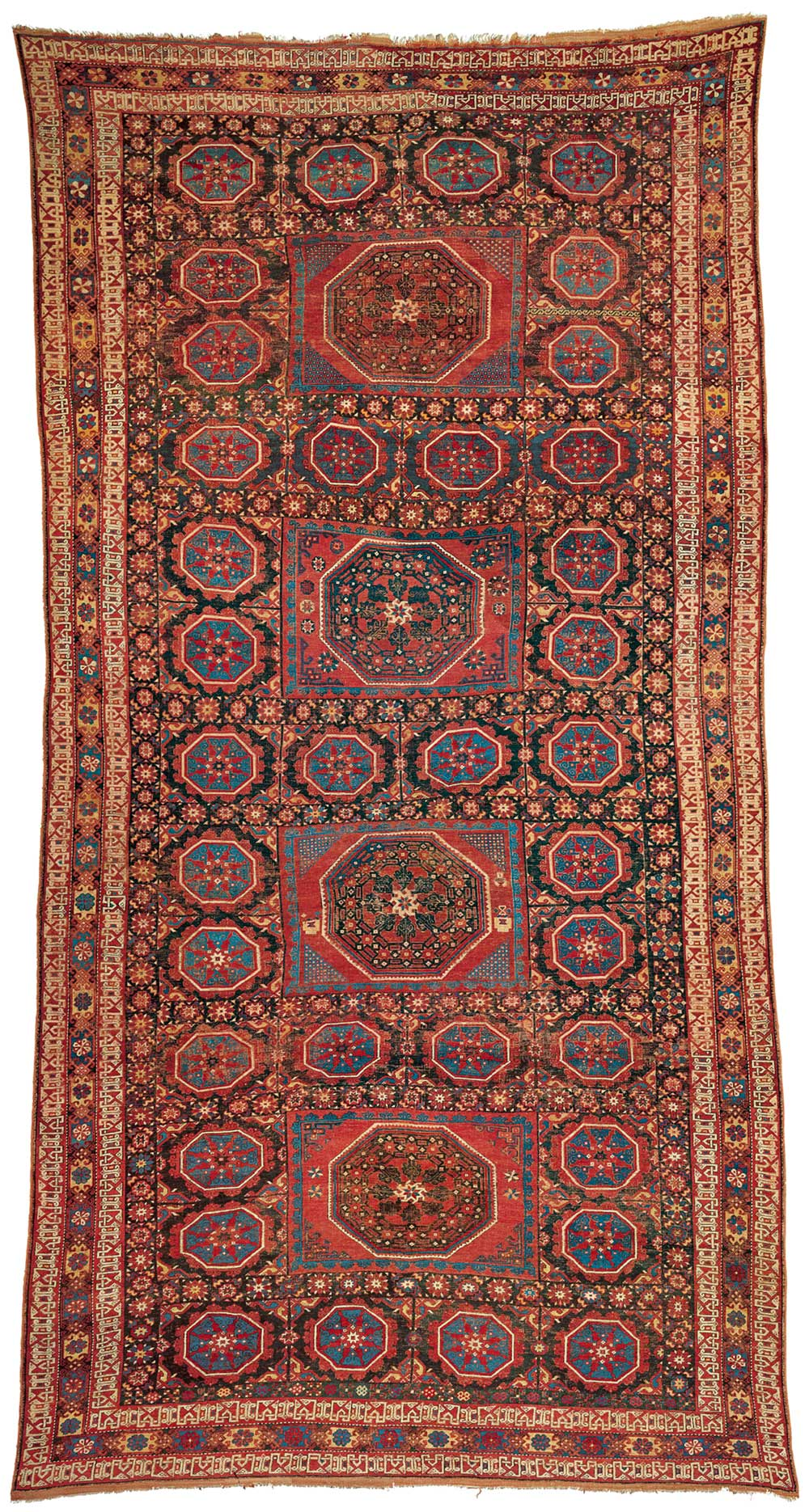
Kobierzec typu holbein z XV wieku (kolekcja Romaina Zaleskiego)

Kobierzec holbein na obrazie Ambasadorowie (1533)

Holbein – zwyczajowa nazwa charakterystycznego kobierca popularnego w Europie XV-XVII wieku.
Był to rodzaj długowłosego kobierca (uszaka), którego centralny wzór stanowił medalion złożony z czworoboków i wpisanych w nie zmniejszających się gwiazd ośmiokątnych; niektóre medaliony wypełniano równomiernym drobnym wzorem geometrycznym. Bordiura natomiast często wypełniana była motywami kuficznymi, mającymi swój rodowód w kaligrafii arabskiej w piśmie kufickim.
Kobierce te charakteryzowały się intensywnie czerwonym tłem oraz białym, żółtym i czarnym ornamentem.
Pochodzenie nazwy łączy się z Hansem Holbeinem Młodszym, który z upodobaniem wykorzystując tę tkaninę jako rekwizyt, często umieszczał ją na swych obrazach (m.in. na obrazie Ambasadorowie). Spopularyzowane dzięki niemu holbeiny należały do dywanów poszukiwanych w ówczesnej Europie.
 W malarstwie zachodnioeuropejskim (głównie włoskim, francuskim) wykorzystywali je również inni twórcy tej epoki, m.in. Hans Memling, Vittore Carpaccio, Carl Crivelli.